# Lottioidea
Lottioidea J. E. Gray, 1840 è una superfamiglia di molluschi gasteropodi marini della sottoclasse Patellogastropoda.

## Tassonomia
Comprende 8 famiglie:
- Acmaeidae Forbes, 1850
- Lepetidae Gray, 1850
- Lottiidae Gray, 1840
- Nacellidae Thiele, 1891
- Neolepetopsidae McLean, 1990
- Pectinodontidae Pilsbry, 1891
- † Lepetopsidae McLean, 1990
- † Daminilidae Horný, 1961

Alcune famiglie riconosciute in precedenza sono state portate in sinonimia:
- Bertiniidae Jousseaume, 1883: oggi Nacellidae Thiele, 1891
- Lottidae [sic] : oggi Lottiidae Gray, 1840
- Propilidiidae: oggi Lepetidae Gray, 1850